# Norbergita
La norbergita és un mineral de la classe dels silicats, que pertany al grup de l'humita. Rep el seu nom de la localitat de Norberg, on es troba la mina Östanmossa, la seva localitat tipus.

## Característiques
La norbergita és un silicat de fórmula química Mg₃(SiO₄)F₂. Cristal·litza en el sistema ortoròmbic. La seva duresa a l'escala de Mohs oscil·la entre 6 i 6,5.
Segons la classificació de Nickel-Strunz, la norbergita pertany a «9.AF - Nesosilicats amb anions addicionals; cations en [4], [5] i/o només coordinació [6]» juntament amb els següents minerals: sil·limanita, andalucita, kanonaïta, cianita, mullita, krieselita, boromullita, yoderita, magnesiostaurolita, estaurolita, zincostaurolita, topazi, al·leghanyita, condrodita, reinhardbraunsita, kumtyubeïta, hidroxilcondrodita, humita, manganhumita, clinohumita, sonolita, hidroxilclinohumita, leucofenicita, ribbeïta, jerrygibbsita, franciscanita, örebroïta, welinita, el·lenbergerita, sismondita, magnesiocloritoide, ottrelita, poldervaartita i olmiïta.

## Formació i jaciments
Va ser descoberta a la mina Östanmossa, a la localitat de Norberg, al comtat de Västmanland, Suècia. També ha estat descrita a Austràlia, Canadà, Xina, Finlàndia, Itàlia, Pakistan, Romania, Rússia, Escòcia i els Estats Units.